# Etnometodologia
Etnometodologia – orientacja badawcza w socjologii wywodząca się z fenomenologii, perspektywy dramaturgicznej oraz nurtu interakcjonistycznego.
Pojęcie etnometodologii nie odnosi się do metodologii w nauce, ale do badań wypracowywanych w codzienności potocznych metod (dosłownie metod ludowych – ethno), które regulują wzajemne interakcje, oraz dzięki którym członkowie populacji porządkują swój świat społeczny, nadając mu sens, realność. Przedmiotem badań jest wiedza potoczna, zarówno ujawniana w dyskursie, jak również milcząco i niekoniecznie świadomie przyjmowana w działaniu, a celem etnometodologii jest rekonstruowanie tej wiedzy w celu określenia możliwości istnienia porządku społecznego. Według jej założeń porządek społeczny jest bowiem budowany dzięki wiedzy potocznej, której posiadacze są kompetentni do wzajemnego interpretowania własnych zachowań.

## Powiązania z innymi perspektywami socjologicznymi
Pojęcie etnometodologii zapożyczone zostało z etnografii, w której badano potoczną wiedzę ludów i społeczności oraz sposoby „rekonstruowania wyobrażeń” dotyczących ich świata. Początek tej orientacji wyznacza rok 1967, w którym wydana została praca Harolda Garfinkla Studies in Ethnomethodology. Najpierw istniała ona jako radykalna alternatywa wobec socjologii mainstreamowej, później jako sposób analizy konwersacji.
Z koncepcji fenomenologicznych Edmunda Husserla i Alfreda Schütza etnometodologia zapożyczyła sporo pojęć oraz takich idei jak przekładalność perspektyw bądź świat przeżywany do badania sposobu utrzymywania porządku społecznego przez praktyki tworzenia poczucia wspólnego świata. Pewne pojęcia i idee używane w etnometodologii zaczerpnięte zostały też z interakcjonizmu symbolicznego, gdzie również zakłada się, że włączanie nowych obiektów do sytuacji (np. norm, wartości, ról) i redefiniowanie sytuacji jako sposoby interpretowania sytuacji kształtują uzgadniane działania jednostek. W odróżnieniu jednak od interakcjonistów, zainteresowanie etnometodologów skupiało się na sposobach osiągania wrażenia, że istnieje wspólny, zewnętrzny świat przy wzięciu w nawias samego istnienia zewnętrznego porządku społecznego.
W odniesieniu do perspektywy dramaturgicznej Ervinga Goffmana, etnometodologia skupia się nie tyle na sposobach indywidualnego manipulowania wrażeniami, ile na tworzeniu poczucia wspólnej rzeczywistości. Mimo to także w ujęciu Goffmana jednostki unikają kwestionowania sytuacji oraz negują informacje mogące naruszyć wspólną wizje rzeczywistości.

## Podstawowe kategorie analizy[10]
- Działanie refleksyjne
- Indeksykalność znaczenia
- Typy etnometod (potocznych metod interakcyjnych):
  - poszukiwanie formy normalnej;
  - tworzenie przekładalności perspektyw;
  - stosowanie zasada et cetera.

## Krytyka etnometodologii
Etnometodologia koncentruje się na badaniach empirycznych, pomijając potrzebę budowania teorii, a także analizę zjawisk w skali makrospołecznej oraz przez zrównanie racjonalności życia codziennego z refleksją teoretyczną nauki sprowadziła socjologię do sprawozdawczości. Anthony Giddens, mimo sympatyzowania z etnometodologią, w krytyce tego podejścia wyszczególnił pomijanie motywów i interesów jednostek w opisach zachowań, a także stosunków władzy, ograniczającej swobodę działania struktury oraz brak krytycyzmu do badanego przedmiotu.